# Colina macrostoma
Colina macrostoma is een slakkensoort uit de familie van de Cerithiidae. De wetenschappelijke naam van de soort is voor het eerst geldig gepubliceerd in 1844 door Hinds als Cerithium macrostoma.